# Les Associés (téléfilm)

Les Associés est un téléfilm français réalisé par Alain Berliner, diffusé le 10 décembre 2009 sur TF1.

## Synopsis
En se faisant passer pour un professeur à la retraite, Rosen (François Berléand) a loué une maison située en face de celle de l'ex-femme d'un trafiquant de drogue dans le but de lui voler le montant d'une importante transaction. Il embauche Kaminski (Christophe Lambert) et Molina (Thierry Frémont) pour effectuer une surveillance discrète, derrière des fenêtres occultées par des stores. L'ennui les gagne vite et les pousse à s'intéresser aux voisins. Kaminski s'attache ainsi à Lorraine, une femme qui élève seule sa fille d'une dizaine d'années et son fils adolescent, Molina à la femme d'un autre voisin qui s'occupe mal de son bébé... 

## Fiche technique
- Réalisation : Alain Berliner
- Scénario : Hervé Korian
- Producteurs délégués : Christophe Carmona et François Charlent
- Producteur exécutive : Isabel Trigo
- Directeur de la photographie : Philippe Lardon
- Musique : Guillaume Roussel
- Montage : Chantal Hymans et Jean Daniel Fernandez Qundez
- Décors : Antoine Maron
- Costumes : Joséphine Garcia

- Une production : Little Big, AT Production, R.T.B.F. (Télévision belge)
Avec la participation de TF1
- Dates de diffusion : le 10 décembre 2009 sur TF1
- Durée : 95 minutes

## Distribution
- Christophe Lambert : Kaminsky
- François Berléand : Rosen
- Thierry Frémont : Molina
- Sophie Duez : Lorraine
- Georges Corraface : Gérald
- Edouard Giard : Denis
- Milan Mauger : François
- Mélusine Mayance : Émilie
- Julie Anne Roth : Anna
- Clémence Thioly : Annie
- Claude Duneton : Voisin aux cheveux blancs
- Luc Guiol : Homme de main Miller #1
- Simon Masnay : Homme de main Miller #2
- Tony Van Hyfte
- William Roberts : le bébé
- Fanny Delaporte : Ex femme Miller
- Vincent Bersoulle : Le Russe
- Adèle Boudy : Petite fille Rosen
- Thierry Simon : Daniel

## Récompense
- Meilleur scénario pour Hervé Korian au Festival de la fiction TV de La Rochelle 2009[1].